# Sophronica flavescens
Sophronica flavescens là một loài bọ cánh cứng trong họ Cerambycidae.